# Boty Lou Rosalie
Boty Lou Rosalie, née en 1959 à Zuenoula et morte le 15 décembre 2014 à Abidjan, était la Présidente du conseil d’administration (Pca) du marché de la Coopérative de commercialisation de produits vivriers de Cocody (Cocovico).